# Seznam katastrálních území v okrese Frýdek-Místek
V této tabulce je uveden kompletní výčet katastrálních území Okresu Frýdek-Místek, včetně rozlohy a sídel, které na nich leží.
| Název KÚ                           | Sídla                                  | Obec                    | km2   |
| ---------------------------------- | -------------------------------------- | ----------------------- | ----- |
| A                                  | A                                      | A                       |       |
| Baška                              | Baška                                  | Baška                   | 5,27  |
| Bílá                               | Bílá                                   | Bílá                    | 56,45 |
| Bocanovice                         | Bocanovice                             | Bocanovice              | 3,77  |
| Brušperk                           | Brušperk                               | Brušperk                | 10,26 |
| Bruzovice                          | Bruzovice                              | Bruzovice               | 15,95 |
| Bukovec u Jablunkova               | Bukovec                                | Bukovec                 | 17,06 |
| Bukovice u Dobratic                | Dobratice                              | Dobratice               | 1,71  |
| Bystřice nad Olší                  | Bystřice                               | Bystřice                | 16,09 |
| Čeladná                            | Čeladná                                | Čeladná                 | 59,06 |
| Český Puncov                       | Osůvky                                 | Třinec                  | 2,46  |
| Dobrá u Frýdku-Místku              | Dobrá                                  | Dobrá                   | 8,73  |
| Dobratice                          | Dobratice                              | Dobratice               | 5,33  |
| Dolní Domaslavice                  | Dolní Domaslavice                      | Dolní Domaslavice       | 4,4   |
| Dolní Líštná                       | Dolní Líštná                           | Třinec                  | 4,8   |
| Dolní Lomná                        | Dolní Lomná                            | Dolní Lomná             | 27,04 |
| Dolní Soběšovice                   | Soběšovice                             | Soběšovice              | 0,26  |
| Dolní Tošanovice                   | Dolní Tošanovice                       | Dolní Tošanovice        | 3,7   |
| Fryčovice                          | Fryčovice, Ptáčník                     | Fryčovice               | 16,47 |
| Frýdek                             | Frýdek                                 | Frýdek-Místek           | 10,65 |
| Frýdlant nad Ostravicí             | Frýdlant                               | Frýdlant nad Ostravicí  | 9,14  |
| Guty                               | Guty                                   | Třinec                  | 9,47  |
| Hnojník                            | Hnojník                                | Hnojník                 | 6,42  |
| Hodoňovice                         | Hodoňovice                             | Baška                   | 3,05  |
| Horní Domaslavice                  | Horní Domaslavice                      | Horní Domaslavice       | 5,05  |
| Horní Líštná                       | Horní Líštná                           | Třinec                  | 2,14  |
| Horní Lomná                        | Horní Lomná                            | Horní Lomná             | 24,66 |
| Horní Soběšovice                   | Soběšovice                             | Soběšovice              | 1,7   |
| Horní Tošanovice                   | Horní Tošanovice                       | Horní Tošanovice        | 5,3   |
| Hrádek                             | Hrádek                                 | Hrádek                  | 9,8   |
| Hrčava                             | Hrčava                                 | Hrčava                  | 2,88  |
| Chlebovice                         | Chlebovice                             | Frýdek-Místek           | 7,75  |
| Jablunkov                          | Jablunkov                              | Jablunkov               | 10,39 |
| Janovice u Frýdku-Místku           | Janovice                               | Janovice                | 13,15 |
| Kaňovice                           | Kaňovice                               | Kaňovice                | 2,59  |
| Karpentná                          | Karpentná                              | Třinec                  | 5,13  |
| Kocurovice                         | Lučina                                 | Lučina                  | 1,2   |
| Kojkovice u Třince                 | Kojkovice                              | Třinec                  | 1,87  |
| Komorní Lhotka                     | Komorní Lhotka                         | Komorní Lhotka          | 19,9  |
| Konská                             | Kanada, Konská                         | Třinec                  | 8,43  |
| Košařiska                          | Košařiska                              | Košařiska               | 17,18 |
| Kozlovice                          | Kozlovice                              | Kozlovice               | 19,7  |
| Krásná pod Lysou Horou             | Krásná                                 | Krásná                  | 44,13 |
| Krmelín                            | Krmelín                                | Krmelín                 | 5,03  |
| Kunčice pod Ondřejníkem            | Kunčice pod Ondřejníkem                | Kunčice pod Ondřejníkem | 20,2  |
| Kunčičky u Bašky                   | Kunčičky u Bašky                       | Baška                   | 4,52  |
| Lhotka u Frýdku-Místku             | Lhotka                                 | Lhotka                  | 7,22  |
| Lískovec u Frýdku-Místku           | Lískovec                               | Frýdek-Místek           | 6,03  |
| Lubno                              | Lubno                                  | Frýdlant nad Ostravicí  | 7,93  |
| Lučina                             | Lučina                                 | Lučina                  | 6,24  |
| Lysůvky                            | Lysůvky, Zelinkovice                   | Frýdek-Místek           | 2,05  |
| Lyžbice                            | Lyžbice                                | Třinec                  | 4,76  |
| Malenovice                         | Malenovice                             | Malenovice              | 12,99 |
| Měrkovice                          | Měrkovice                              | Kozlovice               | 1,38  |
| Metylovice                         | Metylovice                             | Metylovice              | 11,14 |
| Milíkov u Jablunkova               | Milíkov                                | Milíkov                 | 9,15  |
| Místek                             | Místek                                 | Frýdek-Místek           | 12,14 |
| Morávka                            | Morávka                                | Morávka                 | 87,34 |
| Mosty u Jablunkova                 | Mosty u Jablunkova                     | Mosty u Jablunkova      | 33,96 |
| Myslík                             | Myslík                                 | Palkovice               | 6,66  |
| Návsí                              | Návsí                                  | Návsí                   | 19,64 |
| Nebory                             | Nebory                                 | Třinec                  | 6,46  |
| Nižní Lhoty                        | Nižní Lhoty                            | Nižní Lhoty             | 3,78  |
| Nošovice                           | Nošovice                               | Nošovice                | 6,46  |
| Nová Ves u Frýdlantu nad Ostravicí | Nová Ves                               | Frýdlant nad Ostravicí  | 4,8   |
| Nýdek                              | Nýdek                                  | Nýdek                   | 28,19 |
| Oldřichovice u Třince              | Oldřichovice                           | Třinec                  | 15,21 |
| Oprechtice ve Slezsku              | Oprechtice                             | Paskov                  | 0,58  |
| Ostravice 1                        | Ostravice                              | Ostravice               | 14,55 |
| Ostravice 2                        | Staré Hamry                            | Staré Hamry             | 31,39 |
| Palkovice                          | Palkovice                              | Palkovice               | 15,09 |
| Panské Nové Dvory                  | Frýdek                                 | Frýdek-Místek           | 3,1   |
| Paskov                             | Paskov                                 | Paskov                  | 11,21 |
| Pazderna                           | Pazderna                               | Pazderna                | 3,22  |
| Písečná u Jablunkova               | Písečná                                | Písečná                 | 2,36  |
| Písek u Jablunkova                 | Písek                                  | Písek                   | 15,45 |
| Pitrov                             | Soběšovice                             | Soběšovice              | 1,7   |
| Pražmo                             | Pražmo                                 | Pražmo                  | 3,55  |
| Pržno                              | Pržno                                  | Pržno                   | 2,94  |
| Pstruží                            | Pstruží                                | Pstruží                 | 7,15  |
| Rakovec                            | Smilovice                              | Smilovice               | 1,99  |
| Raškovice                          | Raškovice                              | Raškovice               | 8,62  |
| Ropice                             | Ropice                                 | Ropice                  | 10,11 |
| Rychaltice                         | Rychaltice                             | Hukvaldy                | 9,31  |
| Řeka                               | Řeka                                   | Řeka                    | 13,48 |
| Řepiště                            | Řepiště                                | Řepiště                 | 8,01  |
| Sedliště ve Slezsku                | Sedliště                               | Sedliště                | 9,91  |
| Skalice u Frýdku-Místku            | Skalice                                | Frýdek-Místek           | 9,89  |
| Sklenov                            | Dolní Sklenov, Horní Sklenov, Hukvaldy | Hukvaldy                | 10,98 |
| Smilovice u Třince                 | Smilovice                              | Smilovice               | 5,85  |
| Staré Hamry 1                      | Staré Hamry                            | Staré Hamry             | 53,34 |
| Staré Hamry 2                      | Ostravice                              | Ostravice               | 13,12 |
| Staré Město u Frýdku-Místku        | Staré Město                            | Staré Město             | 4,69  |
| Staříč                             | Staříč                                 | Staříč                  | 18,96 |
| Střítež                            | Střítež                                | Střítež                 | 6,15  |
| Sviadnov                           | Sviadnov                               | Sviadnov                | 4,75  |
| Třanovice                          | Třanovice                              | Třanovice               | 8,61  |
| Třinec                             | Kanada, Staré Město                    | Třinec                  | 6,78  |
| Tyra                               | Tyra                                   | Třinec                  | 17,87 |
| Vělopolí                           | Vělopolí                               | Vělopolí                | 2,99  |
| Vendryně                           | Vendryně                               | Vendryně                | 20,94 |
| Vojkovice                          | Vojkovice                              | Vojkovice               | 4,87  |
| Volovec                            | Dolní Domaslavice                      | Dolní Domaslavice       | 2,97  |
| Vyšní Lhoty                        | Vyšní Lhoty                            | Vyšní Lhoty             | 11,48 |
| Žabeň                              | Žabeň                                  | Žabeň                   | 3,35  |
| Žermanice                          | Žermanice                              | Žermanice               | 3,42  |

Celková výměra 1208,5 km2